# Холокост в Лепельском районе
Холокост в Ле́пельском районе — систематическое преследование и уничтожение евреев на территории Лепельского района Витебской области оккупационными властями нацистской Германии и коллаборационистами в 1941—1944 годах во время Второй мировой войны, в рамках политики «Окончательного решения еврейского вопроса» — составная часть Холокоста в Белоруссии и Катастрофы европейского еврейства.

## Геноцид евреев в районе
Лепельский район был полностью оккупирован немецкими войсками в июле 1941 года, и оккупация продлилась почти три года — до 28 июня 1944 года. Нацисты включили Лепельский район в состав территории, административно отнесённой к зоне армейского тыла группы армий «Центр». Комендатуры — полевые (фельдкомендатуры) и местные (ортскомендатуры) — обладали всей полнотой власти в районе.
Во всех крупных деревнях района были созданы районные (волостные) управы и полицейские гарнизоны из коллаборационистов.
Для осуществления политики геноцида и проведения карательных операций сразу вслед за войсками в район прибыли карательные подразделения войск СС, айнзатцгруппы, зондеркоманды, тайная полевая полиция (ГФП), полиция безопасности и СД, жандармерия и гестапо.
Одновременно с оккупацией нацисты и их приспешники начали поголовное уничтожение евреев. «Акции» (таким эвфемизмом гитлеровцы называли организованные ими массовые убийства) повторялись множество раз во многих местах. В тех населенных пунктах, где евреев убили не сразу, их содержали в условиях гетто вплоть до полного уничтожения, используя на тяжелых и грязных принудительных работах, от чего многие узники умерли от непосильных нагрузок в условиях постоянного голода и отсутствия медицинской помощи.
За время оккупации к концу 1942 года практически все евреи Лепельского района были убиты, а немногие спасшиеся в большинстве воевали впоследствии в партизанских отрядах.
Евреев в районе убили в Лепеле, Камене, Кривцах и множестве других мест. Нацисты и полицаи охотились даже за отдельными евреями — например, так был задержан и убит десятилетний Гера Збар (его останки после войны были перезахоронены в братскую воинскую могилу в деревне Новые Волосовичи).

## Гетто
Оккупационные власти под страхом смерти запретили евреям снимать желтые латы или шестиконечные звезды (опознавательные знаки на верхней одежде), выходить из гетто без специального разрешения, менять место проживания и квартиру внутри гетто, ходить по тротуарам, пользоваться общественным транспортом, находиться на территории парков и общественных мест, посещать школы.
Реализуя нацистскую программу уничтожения евреев, немцы создавали гетто почти во всех городах и населённых пунктах Беларуси, где проживало еврейское население. Так и в Лепельском районе оккупанты организовали 2 гетто:
- в гетто посёлка Камень Каменского сельсовета (лето 1941 — 17 сентября 1941) были замучены и убиты около 200 евреев.
- в гетто города Лепель (июль 1941 — 28 февраля 1942) были убиты более 2500 евреев.

## Случаи спасения и «Праведники народов мира»
В Лепельском районе 1 человек — Ардынович Варвара — был удостоен почетного звания «Праведник народов мира» от израильского мемориального института «Яд Вашем» «в знак глубочайшей признательности за помощь, оказанную еврейскому народу в годы Второй мировой войны» — за спасение Штейман (Ихильчик) Аллы Самуиловны в Лепеле.

## Память
Опубликованы неполные списки жертв геноцида евреев в Лепельском районе.
Памятники убитым евреям района установлены в Камене и Лепеле.